# Gösta Frändfors
Gösta Valdemar Frändfors, ursprungligen Jönsson, född 25 november 1915 i Stockholm, död 8 augusti 1973 i Huddinge församling, var en svensk brottare.
Frändfors tog brons vid OS i Berlin 1936. När han kom hem var det stor mottagningsfest i Huddinge. Frändfors vann VM-guld i grekisk-romersk stil 1947 och OS-silver i London i fri stil 1948. Han tilldelades Svenska Dagbladets guldmedalj 1947 för EM-segern i Prag. Frändfors deltog i 23 SM.
Efter den aktiva perioden drev han företaget Stuvsta rörledningsentreprenör – Gösta Frändfors. Gösta jobbade även som brandman på Stockholms Brandförsvar.
Frändfors är begravd på Tomtberga kyrkogård i Huddinge kommun.

## Filmmedverkan
- 1951 – Spöke på semester